# Гергешти (Дамбовица)
Гергешти (рум. Gherghești) насеље је у Румунији у округу Дамбовица у општини Петрешти. Oпштина се налази на надморској висини од 186 m.

## Становништво
Према подацима из 2002. године у насељу је живело 493 становника, од којих су сви румунске националности.